# Uropeltis petersi
Uropeltis petersi är en ormart som beskrevs av Beddome 1878. Uropeltis petersi ingår i släktet Uropeltis och familjen sköldsvansormar. Inga underarter finns listade i Catalogue of Life.
Arten förekommer i bergstrakten Västra Ghats i södra Indien. Områdets bergstoppar ligger 1200 till 1500 meter över havet. Antagligen lever Uropeltis petersi liksom andra släktmedlemmar i fuktiga bergsskogar. Levnadssättet är okänt men andra sköldsvansormar gräver i lövskiktet eller i det översta jordlagret.
Skogarna omvandlas till jordbruksmark eller till annat kulturlandskap. Det är oklart hur förändringen påverkar beståndet. IUCN kategoriserar arten globalt som otillräckligt studerad.